# Klekotowo (województwo podlaskie)
Klekotowo – wieś w Polsce położona w województwie podlaskim, w powiecie siemiatyckim, w gminie Siemiatycze.
Wieś posiadała w 1673 roku wojewodzina wileńska Anna Barbara Sapieżyna, leżała w ziemi drohickiej województwa podlaskiego w 1795 roku. Wchodziła w skład klucza siemiatyckiego księżnej Anny Jabłonowskiej. Według Pierwszego Powszechnego Spisu Ludności z 1921 roku Klekotowo było wsią liczącą 26 domów i zamieszkałą przez 145 osób (64 kobiety i 81 mężczyzn). Większość mieszkańców miejscowości (130 osób) zadeklarowała wyznanie prawosławne, pozostali podali kolejno: wyznanie mojżeszowe (8 osób) i wyznanie rzymskokatolickie (7 osób). Pod względem narodowościowym większość stanowili mieszkańcy narodowości białoruskiej (131 osób); reszta zgłosiła narodowość polską (14 osób). W okresie międzywojennym miejscowość znajdowała się w powiecie bielskim.
W latach 1975–1998 miejscowość administracyjnie należała do województwa białostockiego.
Mieszkańcy utrzymują się głównie z prowadzenia niewielkich gospodarstw rolnych i hodowli zwierząt (krów).
Wierni Kościoła rzymskokatolickiego należą do parafii Trójcy Przenajświętszej w Drohiczynie, a prawosławni do parafii św. Mikołaja  Drohiczynie.